# Španělsko na Letních olympijských hrách 1988
Španělsko se účastnilo Letní olympiády 1988 v jihokorejském Soulu. Zastupovalo ho 229 sportovců (200 mužů a 29 žen) ve 24 sportech.

## Medailisté
| Medaile | Jméno                       | Sport             | Soutěž          |
| ------- | --------------------------- | ----------------- | --------------- |
| Zlato   | José Doreste                | Jachting          | Muži třída Finn |
| Stříbro | Sergio Casal Emilio Sánchez | Tenis             | Muži čtyřhra    |
| Bronz   | Jorge Guardiola             | Sportovní střelba | Muži skeet      |
| Bronz   | Sergio López                | Plavání           | Muži prsa 200 m |